# Manolo Blahnik
Manuel Blahnik Rodríguez, detto Manolo (Santa Cruz de la Palma, 27 novembre 1942), è uno stilista spagnolo creatore di una nota casa di moda, con sede a Londra, produttrice di scarpe da donna.

## Biografia
Nato a Santa Cruz de la Palma nelle Isole Canarie da padre proveniente dalla Repubblica Ceca e madre spagnola, crebbe insieme alla sorella Evangelina in una piantagione di banane di proprietà della famiglia materna.
Blahnik si laureò all'Università di Ginevra in letteratura nel 1965 e successivamente proseguì con studi artistici a Parigi; si trasferì a Londra nel 1970 e, in seguito ad un incontro casuale con Diana Vreeland, allora caporedattrice di American Vogue, seguì i suoi consigli e si dedicò al design delle scarpe.
La sua prima collezione fu progettata per Ossie Clark nel 1972, uno dei suoi amici - così come Paloma Picasso, David Hockney ed Eric Boman. Aprì il suo primo negozio nel 1973 grazie all’acquisto una boutique già esistente chiamata Zapata a Chelsea, in Old Church Street, regolarmente frequentata da Bianca Jagger. Nel suo famoso ingresso nel 1977 su un cavallo bianco allo Studio 54 di New York, Bianca Jagger indossava scarpe Manolo Blahniks.

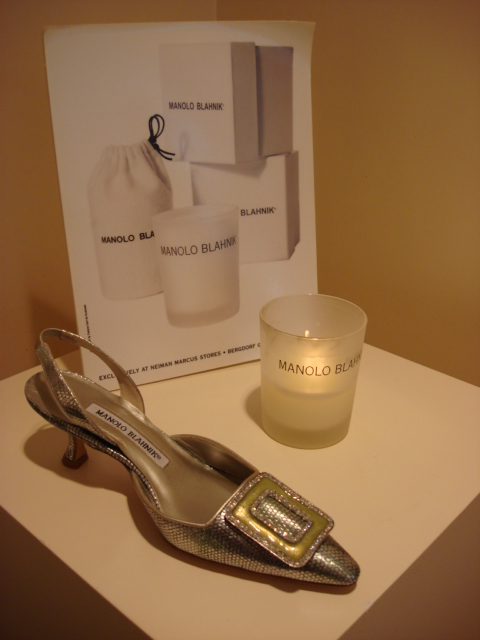
Scarpe Manolo Blahnik

Nel 1977 creò la sua prima collezione americana, venduta nel 1978 attraverso Bloomingdales. Un anno più tardi aprì la sua prima boutique negli Stati Uniti.
Le sue scarpe, vendute in tutto il mondo, spaziano nel prezzo da centinaia a migliaia di dollari. Tacchi vertiginosi, lacci, cuciture e altri dettagli le rendono esemplari unici.
Il noto telefilm Sex and the City cita abbastanza spesso le sue scarpe, cementando la sua presenza nella cultura pop, arrivando ad essere definito la quinta star della serie, dopo le quattro attrici principali (o forse la sesta, considerando come vera protagonista the city ovvero New York).
Nel 2006 Blahnik ha disegnato inoltre le calzature della protagonista del film Marie Antoinette.
Nel 2007, in occasione del suo compleanno, è stato insignito, per il suo grande apporto all'industria della moda britannica, del titolo di Commendatore dell'Ordine dell'Impero britannico (CBE, Commander of the Order of the British Empire) dalla regina.
Nel 2019 la maison, guidata dalla nipote Kristina Blahnik, acquisì il controllo della Re Marcello di Vigevano, calzaturificio fondato dalla famiglia Re nel 1938 e leader in Italia nella produzione delle calzature da donna. Per 28 anni il calzaturificio italiano ha prodotto le scarpe firmate dal designer spagnolo.